# نیویتا توماس
نیویتا توماس (به انگلیسی: Nivetha Thomas) (زاده ۲ نوامبر ۱۹۹۵) بازیگر هندی است.
از کارهای معروف او می‌توان به بازی در فیلم جای لاوا کوسا، آقای وکیل، منطقه و دربار اشاره کرد.